# Laloșu
Laloșu è un comune della Romania di 2 633 abitanti, ubicato nel distretto di Vâlcea, nella regione storica dell'Oltenia. 
Il comune è formato dall'unione di 6 villaggi: Berbești, Ghindari, Laloșu, Mologești, Oltetani, Portărești.